# 大衛·阿奎特
大衛·阿奎特（David Arquette，1971年9月8日—）是美國的一位演員、導演、製作人、編劇、時尚設計師。他的母親是猶太人。他的父親有英格蘭、法裔加拿大人、瑞士德國人、蘇格蘭、德國、愛爾蘭和威爾斯血統。他出身演藝家族阿奎特家族，是家中孩子的老么，祖父Cliff Arquette、父親Lewis Arquette、姐姐羅珊娜·艾奎特、姐姐派翠西亞·艾奎特、姐姐艾利西斯·艾奎特都是演員。